# Halichoeres stigmaticus
Halichoeres stigmaticus Randall & Smith, 1982 è un pesce osseo marino appartenente alla famiglia Labridae.

## Distribuzione e habitat
Proviene dalle barriere coralline del golfo di Oman e del golfo Persico. Nuota fino a 25 m di profondità in zone con fondali rocciosi.

## Descrizione
Presenta un corpo abbastanza allungato, leggermente compresso sui lati; la lunghezza massima registrata è di 12,8 cm. La pinna caudale ha il margine arrotondato, il ventre è bianco.
I maschi hanno una macchia scura a forma di u sul dorso, la loro colorazione è azzurra e giallastra. Le femmine hanno una macchia sul peduncolo caudale e hanno le pinne trasparenti, senza aree gialle e blu all'inizio della pinna dorsale, presenti invece nei maschi. La colorazione delle femmine è composta da striature rossastre e bianche orizzontali.

## Conservazione
Questa specie viene classificata come "a rischio minimo" (LC) dalla lista rossa IUCN perché non sembra essere minacciata da particolari pericoli.